# Cross-Skagerakk
Cross-Skagerakk är beteckningen på fyra likströmskablar under Kattegatt som går mellan Tjele i Danmark, och Kristiansand i Norge. Kablarna, som ägs av Energinet och Statnett, har en total överföringskapacitet på 1 700 MW.
De två första kablarna, Skagerakk 1 och Skagerakk 2, togs i drift mellan 1976 och 1977. De har en överföringskapacitet på 250 MW vardera och var världens längsta likströmskablar när de invigdes. År 1993 utökades kapaciteten med 440 MW  när Skagerakk 3 byggdes. Kablarna levererades av Nexans.
Överföringskapaciteten ökade med 700 MW när Skagerakk 4 invigdes år 2015. De tre första kablarna går via luftledning genom Danmark och Norge medan Skagerakk 4 går under jord. Byggkostnaden uppgick till 3,3 miljarder danska kronor.